# (2446) Lunacharsky
(2446) Lunacharsky est un astéroïde de la ceinture principale.

## Description
(2446) Lunacharsky est un astéroïde de la ceinture principale. Il fut découvert le 14 octobre 1971 à Nauchnyj par Lioudmila Tchernykh. Il présente une orbite caractérisée par un demi-grand axe de 2,35 UA, une excentricité de 0,16 et une inclinaison de 3,3° par rapport à l'écliptique.

## Compléments